# Aurélien Recoing
Pour les articles homonymes, voir Recoing.
Aurélien Recoing, né à Paris le 5 mai 1958, est un acteur et metteur en scène français.

## Biographie
Il est le fils d'Alain Recoing (marionnettiste) et de Maryse Le Bris (factrice de marionnettes), et le frère d'Éloi Recoing (metteur en scène et traducteur), de Blaise Recoing (comédien et musicien) et de David Recoing (pianiste et compositeur).
Après sa formation au cours Florent et au Conservatoire national supérieur d'art dramatique, il a beaucoup travaillé avec Antoine Vitez au Théâtre national de Chaillot, dans des spectacles mémorables comme Le Soulier de satin, Hernani, Hamlet, Tombeau pour 500 000 soldats, Britannicus ou Faust. Au théâtre, il a également travaillé avec Roger Planchon, Jean-Pierre Vincent et Bernard Sobel.
Il a signé la mise en scène de plusieurs spectacles, dont TDM3 de Didier-Georges Gabily, Les Femmes de Troie d'après Euripide et Sénèque, Faust de Pessoa et Tête d'or de Claudel.
Il a reçu en 1989 le prix Gérard-Philipe, et en 2003, le Lutin du meilleur acteur aux Lutins du court métrage et le prix d'interprétation masculine au festival de Caen, pour sa prestation dans le court-métrage Loup !.
Il est apparu de nombreuses fois au cinéma et à la télévision, tenant notamment en 2001 le rôle principal du film L'Emploi du temps, réalisé par Laurent Cantet. On l'a également vu dans des films signés Philippe Garrel ou Andrzej Żuławski.
Engagé comme pensionnaire de la Comédie-Française le 1er mai 2010, il quitte la troupe le 19 juillet 2012 .

## Filmographie

### Cinéma

#### Longs métrages
- 1987 : Les Exploits d'un jeune Don Juan de Gianfranco Mingozzi
- 1988 : Les Tisserands du pouvoir de Claude Fournier
- 1988 : Les Baisers de secours de Philippe Garrel
- 1989 : Lacenaire de Francis Girod
- 1990 : La Note bleue d'Andrzej Żuławski
- 1991 : Louis, enfant roi de Roger Planchon
- 1992 : La Femme à abattre de Guy Pinon
- 1993 : Aux petits bonheurs de Michel Deville
- 1996 : Passage à l'acte de Francis Girod
- 1999 : La Vie moderne de Laurence Ferreira Barbosa
- 1999 : La Fidélité d'Andrzej Żuławski
- 2001 : Un jeu d'enfants de Laurent Tuel
- 2001 : L'Emploi du temps de Laurent Cantet
- 2003 : Tais-toi ! de Francis Veber
- 2003 : Dans le rouge du couchant d'Edgardo Cozarinsky
- 2003 : Cette femme-là de Guillaume Nicloux
- 2003 : Trois couples en quête d'orages de Jacques Otmezguine
- 2003 : L'Ennemi naturel de Pierre Erwan Guillaume
- 2004 : Tout un hiver sans feu de Grzegorz Zgliński
- 2004 : Souli d'Alexander Abela
- 2004 : Orlando Vargas de Juan Pittagula
- 2004 : Douches froides d'Antony Cordier
- 2004 : Insurrection/résurrection de Pierre Merejkowsky
- 2005 : Pardonnez-moi de Maïwenn
- 2005 : La Vie privée de Zina Modiano
- 2005 : 13 tzameti de Gela Babluani
- 2005 : Müetter de Dominique Lienhard
- 2005 : Un ami parfait de Francis Girod
- 2005 : Les Fragments d'Antonin de Gabriel Le Bomin
- 2006 : Contre-enquête de Franck Mancuso
- 2006 : L'Ennemi intime de Florent-Emilio Siri
- 2008 : Paris Nord Sud de Franck Llopis : Justin
- 2008 : Magma, Pierre Vinour
- 2008 : Il resto della notte, de Francesco Munzi
- 2009 : La Horde, de Yannick Dahan et Benjamin Rocher
- 2009 : Demain dès l'aube..., de Denis Dercourt
- 2010 : Cargo, les hommes perdus de Léon Desclozeaux
- 2010 : Joseph et la Fille de Xavier de Choudens
- 2010 : Kill Me Please de Olias Barco
- 2010 : L'Étranger de Franck Llopis
- 2011 : Poursuite de Marina Déak
- 2011 : Équinoxe de Laurent Carcélès
- 2011 : Switch de Frédéric Schoendoerffer
- 2011 : Mon pire cauchemar d'Anne Fontaine
- 2013 : La Vie d'Adèle d'Abdellatif Kechiche
- 2014 : La Vie pure de Jeremy Banster
- 2015 : Souffler plus fort que la mer de Marine Place
- 2015 : Des pierres en ce jardin de Pascal Bonnelle
- 2019 : Adults in the Room de Costa-Gavras
- 2021 : Boîte noire de Yann Gozlan
- 2022 : Belle et Sébastien : Nouvelle Génération de Pierre Coré
- 2022 : La Fille et le Garçon de Jean-Marie Besset
- 2023 : Le Grand Chariot de Philippe Garrel

#### Courts métrages
- 1991 : Absolution de Jean-Marie Cailleaux
- 1993 : Bloody Marcy de Guy Mazarguil
- 1993 : Toilettes d'Olias Barco
- 1994 : Poubelles d'Olias Barco
- 1995 : Paris-Clichy de Colin Ledoux et Marin Rosenstiehl
- 1997 : Ernesto Prim de lui-même
- 2000 : Tant pis pour les autres de Pascal Louan
- 2001 : Textiles de Jérôme Brière
- 2001 : La Bouée de Jérôme Brière
- 2001 : Comme une envie de pisser de Lofti Mokdad
- 2002 : Le Pays des ours de Jean-Baptiste Leonetti
- 2002 : Premier cri de Xavier Mussel
- 2002 : La Boîte noire d'Angelo Cianci
- 2002 : Loup ! de Zoé Calderon
- 2003 : Un fils d'Amal Bedjaoui
- 2003 : Je m'indiffère d'Alain Rudaz et Sébastien Spitz
- 2003 : Dans le rêve de l'autre de César Campoy
- 2003 : Océan Pacifique d'Alain Munch
- 2003 : Pôv' fille de Jean-Luc Baraton et Patrick Maurin
- 2003 : Un autre homme de Catherine Klein
- 2003 : Claire l'obscure de Joël Farges
- 2003 : Serguei & Tatiana de Jean-Yves Guilleux
- 2004 : Issa de Serghine Idir
- 2004 : Jour blanc de Germinal Alvarez
- 2004 : Mauvais jour de Juan Carlos Medina
- 2004 : Play the Game de Stéphane Barbato
- 2004 : Résurrection de Pierre Merejkowsky
- 2004 : Trouble sens d'Anna Condo
- 2005 : Naissance de l'orgueil d'Antonio Hébrard
- 2006 : Le Secret de Sébastien Fabioux
- 2007 : One de Serge Mirzabekiantz
- 2007 : L'Inconnu d'Aurélien Vernhes-Lermusiaux
- 2007 : Un Eclat de Rodolphe Viémont
- 2009 : Le Grand Bain de Tom Gargonne
- 2012 : Là-haut de Bill Barluet

### Télévision
- 1970 : En attendant de Christiane Lénier et Jacques Pamart, diffusion le 18 juillet 1970 sur la deuxième chaîne. C'est une production du Service de la recherche de l'ORTF. Il y joue en compagnie de Dora Doll, Henri Crémieux, Loleh Bellon et David Recoing (entre autres)
- 1984 : L'An Mil, téléfilm de Jean-Dominique de La Rochefoucauld [3], conseiller historique Georges Duby
- 1986 : Les Travailleurs de la mer, télésuite d'Edmond Séchan et adaptation de Jean-Claude Carrière d'après le roman de Victor Hugo : rôle de Gilliat[4]
- 1990 : Les Enquêtes du commissaire Maigret, épisode : Stan le tueur de Philippe Laïk
- 1996 : Julie Lescaut, épisode 2 saison 5, Crédit Revolver de Josée Dayan : Marc Lefranc
- 1997 : Nestor Burma, saison 5, épisode 1 (Sortie des Artistes) : Julien Vialar.
- 2001 : Un Cœur oublié de Jacques Monnier : Denis Diderot
- 2002 : Les Rencontres de Joelle de Patrick Poubel : Antoine
- 2004 : Le Crime des renards, téléfilm de Serge Meynard : Baptiste
- 2006 : Notable, donc coupable de Francis Girod et Dominique Baron
- 2007 : Ondes de choc de Laurent Carcélès : colonel Rossi
- 2007 : Opération Turquoise, réalisé par Alain Tasma, écrit par Gilles Taurand et Alain Tasma
- 2008 : Le Repenti réalisé par Olivier Guignard, écrit par Nicolas Durand-Zouky et Simon Jablonka.
- 2010 : Le Pain du diable de Bertrand Arthuys
- 2011 : L'Ombre d'un flic de David Delrieux
- 2011 : Faux coupable de Didier Le Pêcheur
- 2013 : Le Grand Georges de François Marthouret : Maurice Thorez
- 2013 : Ça ne peut pas continuer comme ça de Dominique Cabrera
- 2013 : Le Métis de Dieu de Ilan Duran Cohen
- 2014 : Marcel Dassault, l'homme au pardessus d'Olivier Guignard
- 2015 : La Clinique du Docteur H d'Olivier Barma
- 2015 : Les Revenants, saison 2 de Fabrice Gobert
- 2015 : Trepalium de Vincent Lannoo
- 2017 : On l'appelait Ruby de Laurent Tuel
- 2020 : La Garçonne de Paolo Barzman
- 2021 : Deux femmes d'Isabelle Doval
- 2021 : Sophie Cross, série télévisée de Frank Van Mechelen : Alain Breton
- 2022 : Ce que Pauline ne vous dit pas de Rodolphe Tissot : procureur Pérez
- 2024 : Bugarach de Fabien Montagner
- 2024 : Maraé de Jacques Kluger
- 2025 : Monsieur de Méliane Marcaggi : Monsieur Auguste Desmest

## Théâtre

### Hors Comédie-Française
- 1976 : La Ballade de Mister Punch d'Eloi Recoing, d'après la tradition anglaise de Punch and Judy, mise en scène Antoine Vitez, Théâtre des Quartiers d'Ivry
- 1977 : Le Hamlet de Shakespeare d'après William Shakespeare, mise en scène Daniel Mesguich, Festival d'automne à Paris, Maison de la Culture de Grenoble
- 1978 : Simplex ou la Peau de fou de Hansjörg Schneider, mise en scène Guy Kagat, Théâtre 71 (Malakoff)
- 1980 : La Malédiction d'après Les Sept contre Thèbes d'Eschyle, Les Phéniciennes d'Euripide et Antigone de Sophocle, mise en scène Jean-Pierre Miquel, Festival d'Avignon
- 1981 : Caligula d'Albert Camus, mise en scène Patrick Guinand, Théâtre national de l'Odéon
- 1981 : Faust de Goethe, mise en scène Antoine Vitez, Théâtre national de Chaillot
- 1981 : Britannicus de Racine, mise en scène Antoine Vitez, Théâtre national de Chaillot
- 1981 : Tombeau pour cinq cent mille soldats de Pierre Guyotat, mise en scène Antoine Vitez, Théâtre national de Chaillot
- 1982 : Le Prince de Hombourg, mise en scène Patrick Guinand, Théâtre national de l'Odéon
- 1983 : Hamlet de William Shakespeare, mise en scène Antoine Vitez, Théâtre national de Chaillot
- 1985 : Hernani de Victor Hugo, mise en scène Antoine Vitez, Théâtre national de Chaillot
- 1986 : Ni chair ni poisson de Franz Xaver Kroetz, mise en scène Gilles Chavassieux, Les Ateliers (Lyon)
- 1987 : Le Soulier de satin de Paul Claudel, mise en scène Antoine Vitez, Festival d'Avignon, Théâtre national de Chaillot
- 1988 : Tête d'or de Paul Claudel, mise en scène Aurélien Recoing, Théâtre national de l'Odéon
- 1989 : Œdipe tyran de Sophocle, mise en scène Jean-Pierre Vincent, Festival d'Avignon, 1990 : Théâtre Nanterre-Amandiers, Comédie de Caen
- 1989 : Œdipe à Colone de Sophocle, mise en scène Jean-Pierre Vincent, Festival d'Avignon, 1990 : Théâtre Nanterre-Amandiers, Comédie de Caen
- 1989 : La Cité des oiseaux d'après Aristophane, mise en scène Jean-Pierre Vincent, Festival d'Avignon, 1990 : Théâtre Nanterre-Amandiers, Comédie de Caen
- 1991 : Eté et fumées de Tennessee Williams, mise en scène Gilles Gleizes, Théâtre de Rungis
- 1991 : Le Vieil Hiver de Roger Planchon, mise en scène de l'auteur, TNP Villeurbanne
- 1991 : Fragile Forêt de Roger Planchon, mise en scène de l'auteur, TNP Villeurbanne, Théâtre national de la Colline
- 1992 : Le Vieil Hiver de Roger Planchon, mise en scène de l'auteur, Théâtre national de la Colline
- 1992 : Fragile Forêt de Roger Planchon, mise en scène de l'auteur, Théâtre national de la Colline
- 1993 : Munich-Athènes de Lars Norén, mise en scène Claudia Stavisky, Théâtre des Carmes
- 1993 : Faust de Pessoa, mise en scène d'Aurélien Recoing, Théâtre de la commune Aubervilliers.
- 1994 : Entretiens de Thomas Bernhard avec Krista Fleischman d'après Thomas Bernhard et Krista Fleischman, mise en scène Aurélien Recoing et Laurence Roy, Festival d'Avignon
- 1995 : Affabulazione de Pier Paolo Pasolini, mise en scène Christophe Perton, Théâtre de Gennevilliers
- 1997 : Ernesto Prim de Raymond Lepoutre, mise en scène d'Aurélien Recoing, théâtre de la Commune d'Aubervilliers
- 1997 : Poèmes d'Antoine Vitez, lecture Festival d'Avignon
- 1997 : Nathan le Sage de Gotthold Ephraïm Lessing, mise en scène Denis Marleau, Festival d'Avignon, Théâtre national de Strasbourg
- 2014 : Les Gens d'Edward Bond, mise en scène Alain Françon, Théâtre Gérard-Philipe
, TNP Villeurbanne
- 2018 : Sur la route de Madison d'après Robert James Waller
- 2025 : Le Misanthrope de Molière, mise en scène Georges Lavaudant, Théâtre de l'Athénée Louis-Jouvet

### Comédie-Française
- Entrée à la Comédie-Française le 1er mai 2010

#### Comédien
- 2010 : Andromaque de Racine, mise en scène Muriel Mayette, Salle Richelieu, Phoenix
- 2011 : Bérénice de Racine, mise en scène Muriel Mayette, tournée, Salle Richelieu, Titus
- 2011 : Andromaque de Racine, mise en scène Muriel Mayette, Théâtre antique d'Orange, Salle Richelieu, Phoenix

#### Metteur en scène
- 2011-2012 : Le petit prince d'Antoine de Saint-Exupéry, Studio-Théâtre